# Willow (seriál)
Willow je osmidílný americký akčně-dobrodružný fantasy seriál autora Jonathana Kasdana, vytvořený společnostmi Lucasfilm a Imagine. Seriál dějově navazuje na stejnojmenný film z roku 1988. Jeho premiéra proběhla dne 30. listopadu 2022 na streamovací službě Disney+. Natáčení seriálu probíhalo hlavně ve Walesu.

## Obsazení
| Warwick Davis     | čaroděj Willow Ufgood                                    |
| Ellie Bamber      | Elora Danan, budoucí královna Tir Asleenu                |
| Ruby Cruz         | princezna Kit Tanthalos                                  |
| Erin Kellyman     | Jade, rytíř-čekatel                                      |
| Tony Revolori     | Graydon, princ galladoornský                             |
| Amar Chadha-Patel | Thraxus Boorman, vězeň, označující se za hledače pokladů |
| Dempsey Bryk      | princ Airk, Kitin bratr-dvojče                           |

## Seznam dílů
1. Vichry (The Gales)
2. Velký Aldwin (The High Aldwin)
3. Bitva u obětního beránka (The Battle of the Slaughtered Lamb)
4. Přeludy Nockmaaru (The Whispers of Nockmaar)
5. Divohvozd (Wildwood)
6. Vězni Skellinu (Prisoners of Skellin)
7. Za zlomené moře (Beyond the Shattered Sea)
8. Děti šarkana (Children of the Wyrm)